# Ubberud Kirke
Ubberud Kirke ligger i landsbyen af samme navn, cirka otte kilometer vest for Odense centrum. Sognet er en del af Hjallese Provsti. Indtil Kommunalreformen i 1970 var det en del af Odense Herred (Odense Amt), derefter af Fyns Amt og 
efter Strukturreformen 2007 som en del af Region Syddanmark. 
Kirken er opført i romansk tid, men er nævnt i kilderne første gang 1335, da den blev annekteret til Skt. Knuds Kloster i Odense. Fra 1572 fungerede den som annekskirke til Korup Kirke. Efter reformationen var kirken i Kronens eje, og blev solgt af denne 1698 til kancelliråd og amtmand Erik Stensen. Herefter var kirken i skiftende privateje, indtil den 1925 overgik til selveje. En del af sognet var på det tidspunkt lagt til det nyetablerede Broholm Kirkedistrikt.

## Bygning
Kirken er i sin kerne et romansk bygningsværk rejst i en blanding af tegl, kampesten og enkelte granitkvadre. Denne kirke er nu kun bevaret i dele af korets og skibets sydside samt i skibets nordvesthjørne. Desuden er et enkelt af tagkonstruktionens spær dendrokronologisk blevet dateret til o. 1243 og kan stamme fra kirkens første tagværk.
I senmiddelalderen er der foretaget flere ombygninger, hvoraf flere kan tidsfæstes dendrokronologisk. På denne tid blev skibets nordmur ommuret, herefter blev det romanske kor næsten helt nedrevet og et større opført. Denne udvidelse blev sandsynligvis markeret ved indsættelse af et glasmaleri i korets østvindue, som bærer biskop Carl Rønnows, domprovst Hans Urnes og dekan Claus Andersen Ulfeldts (død 1497) våbener samt odensebispens mærke (nu i Nationalmuseet). Efter ombygningen blev hele kirken blev overhvælvet o. 1481-82. Tårnet blev rejst o. 1516, og endelig fik kirken sit våbenhus.

## Kalkmalerier
Da biskop Jacob Madsen visiterede kirken 1589 konstaterede han,at der var "billeder" i korets nordre side. 1978 blev der fundet en kalkmalet udsmykning af skibets hvælvinger (indsat o. 1481-82), blandt andet en sparredekoration, I skibets østhvælvs østkappe blev der konstateret et 69 cm stort rødt bladkors indridset i kalken med passer. Der blev desuden fundet spor at en tilsvarende udsmykning af hvælvets tre andre kapper samt af skibets vestlige hvælv. Udsmykningen er beslægtet med kalkmalerier i Ullerslev Kirke og Mesinge Kirke. 

## Inventar
Kirkens ældste inventarstykke er den romanske døbefont af granit med rundbuedekoration. Korbuekrucifikset er højgotisk (1300-1350) og hører til de ældste bevarede på Fyn. Biskop Jacob Madsen antydede 1589, at krucifikset blev brugt som alterprydelse, idet kirken ingen altertavle havde, "men et gamel Crucifix".
Den nuværende altertavle er en skabsaltertavle  udført i Nordtyskland o. 1520-30, som blev anskaffet 1685 fra Lunde Kirke. I midtskabet ses en stor figur af Johannes Døber omgivet af fire mindre evangelistfigurer. I sidefløjene er der fire relieffer af scener fra hans liv: Jesu Dåb, Prædikenen i ørkenen, Tilfangetagelsen og Halshugningen. Malerierne på skabets ydersider er svært beskadigede, men øverst på sydlågen ses Afbrændingen af Johannes Døberens jordiske rester. Altertavlen blev 1890 erstattet af et maleri af Lorenz Frølich forestillende Den Rige Rådsherre; et af kunstnerens ganske få altermalerier. Dette var i brug indtil 1961, da den senmiddelalderlige skabsaltertavle blev sat tilbage på alterbordet og maleriet ophængt på skibets nordvæg. 
Kirkens prædikestol blev skænket af sognepræst Hans Pedersen Holmhauge og er et rigt udskåret renæssancearbejde med tredobbelte, fremspringende hjørnesøjler og arkadefag udfyldt af groteskeornamentik i relief og latinske indskrifter i frise- og postamentfelter.

- Kirkerummet